# 1192
Évszázadok: 11. század – 12. század – 13. század
Évtizedek: 1140-es évek – 1150-es évek – 1160-as évek – 1170-es évek – 1180-as évek – 1190-es évek – 1200-as évek – 1210-es évek – 1220-as évek – 1230-as évek – 1240-es évek
Évek: 1187 – 1188 – 1189 – 1190 –  1191 – 1192 – 1193 – 1194 – 1195 – 1196 – 1197

## Események

### Határozott dátumú események
- május 5. – Champagne-i Henrik házasságot köt a pár nappal korábban megözvegyült I. Izabella jeruzsálemi királynővel.[1]
- június 1. – Enrico Dandolót választják Velence dózséjának. (Hivatalát 1205-ig viseli.)[2]
- június 27. – I. László király szentté avatása.[3]
- szeptember 2. – Befejeződik a harmadik keresztes hadjárat. I. Richárd angol király és Szaladin szultán öt évre szóló békét kötnek, Szaladin engedményeket tesz a keresztény kereskedők és zarándokok számára Jeruzsálem látogatására vonatkozóan.)[4]
- december 11. – I. Richárd angol király V. Lipót osztrák herceg fogságába esik, aki kiszolgáltatja VI. Henrik német-római császárnak.[5]

### Határozatlan dátumú események
- az év folyamán –
  - III. Edó burgundi herceg trónra lépése (1218-ig uralkodik).

## Halálozások
- április 28. – I. Konrád jeruzsálemi király[6]
- május 5. – IV. Ottokár stájer herceg, Stájerország utolsó független uralkodója
- augusztus 25. – III. Hugó burgundi herceg